# جان هانتر (جراح)
جان هانتر (زاده ۱۳ فوریه ۱۷۲۸ –درگذشته ۱۶ اکتبر ۱۷۹۳)، جراح اسکاتلندی ، یکی از شناخته شده‌ترین دانشمندان و جراحان روزگار خود بود.او از اولین طرفداران مشاهدهٔ دقیق و روش علمی در پزشکی بود.او معلم،دوست و همیار ادوارد جنر،مخترع واکسن آبله بود.همسرش اَن هانتر (هوم،نام دوران دوشیزگی) شاعر متوسطی بود که یوزف هایدن برای تعدادی از اشعارش آهنگ ساخته است.
او با کمک به برادر بزرگترش ویلیام در کالبدشناسی در مدرسه ویلیام در لندن مرکزی کالبدشناسی را یاد گرفت. او که کارش را در ۱۷۴۸ شروع کرده بود،به سرعت در این رشته ماهر شد.او چندین سال جراح ارتش بود و در جراحی پیوند دندان با دندان‌پزشک جیمز اسپینس کار می‌کرد،او در۱۷۶۴ مدرسه کالبدشناسی خودش را در لندن تأسیس کرد.او مجموعه‌ای از حیوانات زنده فراهم کرد که اسکلت و اندامهای دیگر آنها را به عنوان نمونه‌های تشریح آماده کرد.سرانجام نزدیک به ۱۴۰۰۰ نمونه گردآوری کرد که کالبد انسان و دیگر مهره‌داران را نشان می‌داد.
هانتر در سال ۱۷۶۷ عضو انجمن سلطنتی شد. انجمن هانترین لندن به افتخار او نامیده شده‌است، و موزه هانترین کالج سلطنتی جراحان انگلستان از نام او و نمونه‌های تهیه شدهٔ او برای تشریح نگهداری می‌کند.